# Haardt (Schweinfurt)
Die Haardt (Ortsangabe: an der Haardt) ist ein Stadtteil der kreisfreien Stadt Schweinfurt. Er wird für amtlich-statistische Zwecke als Bezirk 34 geführt. Er liegt am größten Wald auf städtischem Gebiet, dem Haardtwald am Haardtberg, dem Namensgeber des Stadtteils. Haardt ist eine öfters vorkommende Flurbezeichnung und bedeutet Bergwald oder bewaldeter Hang.

## Geographie

### Lage

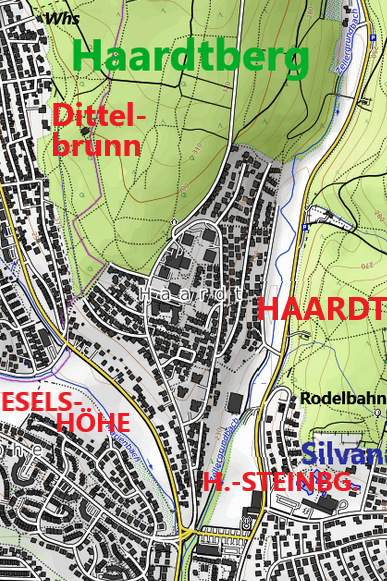
Lage des Stadtteils Haardt am nördlichen Rand der kreisfreien Stadt Schweinfurt. Dittelbrunn gehört bereits zum Landkreis Schweinfurt

Die Haardt befindet sich im Norden des Stadtgebiets. An sie grenzt im Südwesten der Stadtteil Eselshöhe (Bezirk 35), im Nordwesten der Wohnvorort Dittelbrunn, im Norden der zum Stadtteil gehörende Haardtwald und im Südosten der Stadtteil Hochfeld/Steinberg (Bezirk 41) an. An den Haardtwald grenzt im Osten die Großgemeinde Üchtelhausen mit dem Ortsteil Zell. Über die Kreisstraße am westlichen Fußes des Haardtbergs gelangt man nach Bad Kissingen (21 km).

### Topografie
Die Haardt liegt auf einem Ausläufer der Schweinfurter Rhön (Hesselbacher Waldland), in topografisch günstiger Lage, auf einem nach Süden abfallenden Bergsporn, zwischen den Tälern des Marienbachs im Westen und des Zellergrundbachs im Osten. Nach Norden ist der Stadtteil durch den Haardtwald geschützt. Diese Lage wurde bereits in historischer Zeit durch Obst- und Weinbau genutzt.
Der Haardtwald erstreckt sich auf 3 Kilometer in die Schweinfurter Rhön hinein. In ihm liegt mit 340,3 m ü NN der zweithöchste Punkt des Stadtgebietes. Der Wald wird in die Vordere Haardt im Süden, Hintere Haardt im Norden und das Thalerholz im Osten unterteilt.

### Stadtklima
Die Haardt liegt zwischen zwei fürs Stadtklima wichtigen Kaltluftzufuhrgassen, dem Tal des Marienbachs und dem Zeller Grund. Sie führen nachts Kaltluft aus der Schweinfurter Rhön ins Stadtgebiet.

## Geschichte

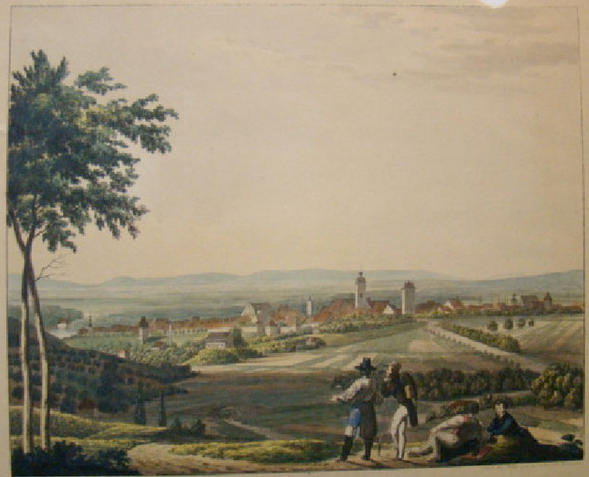
Blick über das Gebiet des heutigen Stadtteils Haardt auf Schweinfurt im Jahre 1836. Rechts Maibacher Straße (Allee zum Obertor), links Main, im Hintergrund Steigerwald mit Schwanberg (rechts von der Mitte) und Gaibacher Berg (ganz rechts)

### Haardtwald

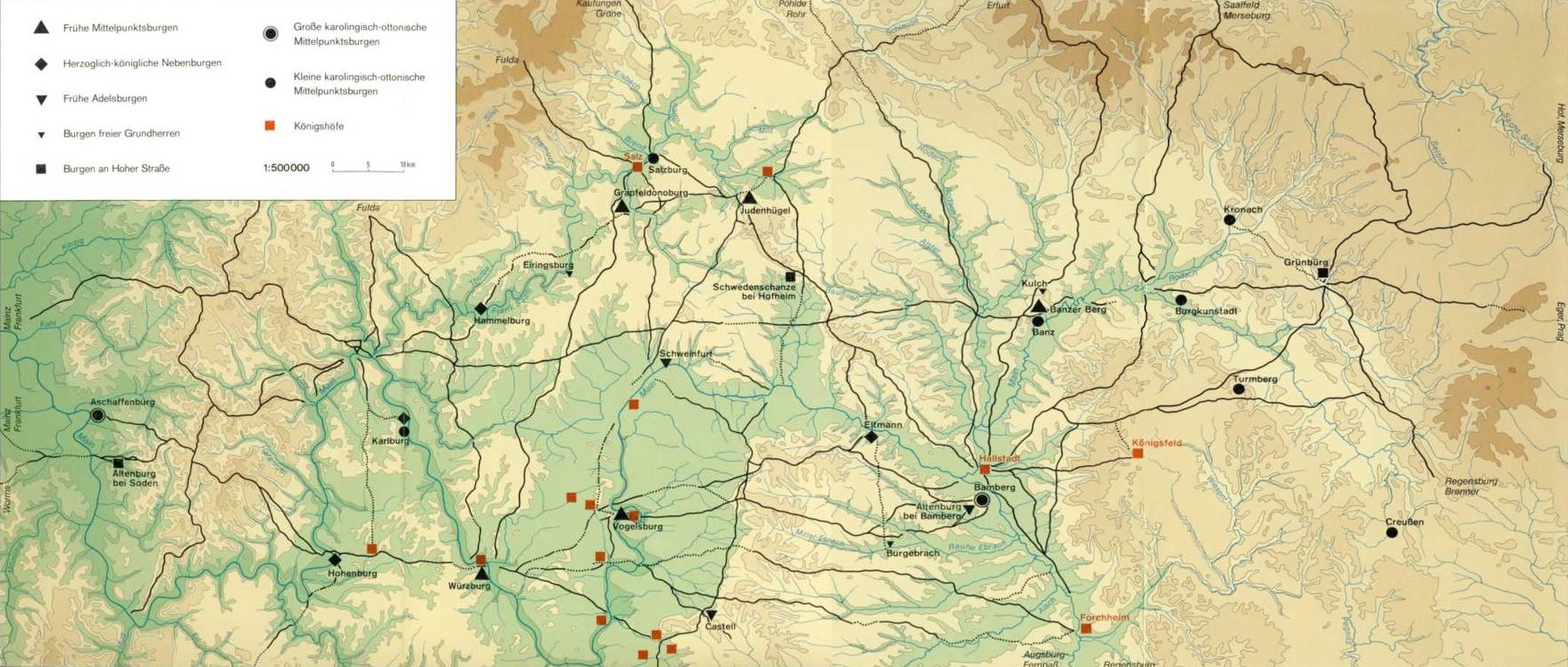
Straßenkarte Nordbayerns um 800 (angefertigt durch die Stadt Burgkunstadt) mit einer Altstraße von Schweinfurt durch den Haardtwald über die Salzburg nach Norddeutschland

Das Gebiet im Schweinfurter Norden ist seit prähistorischen Zeiten besiedelt (siehe: Dittelbrunn, Vorgeschichte) und mehrere (einstige) Ortschaften wurden bereits im 8. Jahrhundert erstmals urkundlich erwähnt.
Nach einer Straßenkarte für das 8. Jahrhundert führte durch den Haardtwald eine Altstraße als Hohe Straße, in etwa auf der Linie der heutigen Fahrstraße zum Schießhaus. Sie führte zur Salzburg (bei Bad Neustadt) und weiter nach Norddeutschland.
Siehe auch: Nördlicher Stadtteil, Vier Quellen

### Schießanlage am Haardtberg

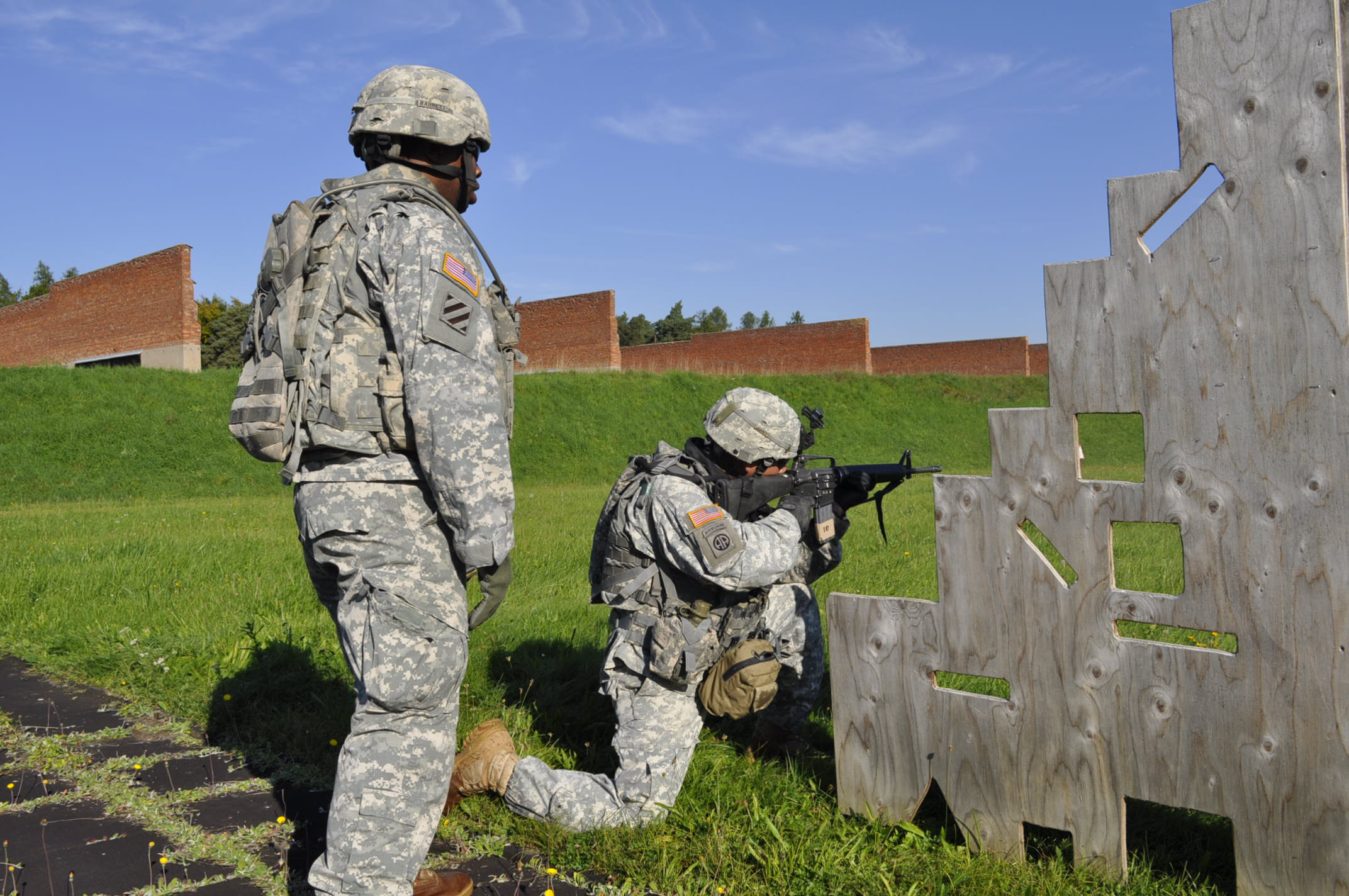
Victory Schießanlage (bis 2014)

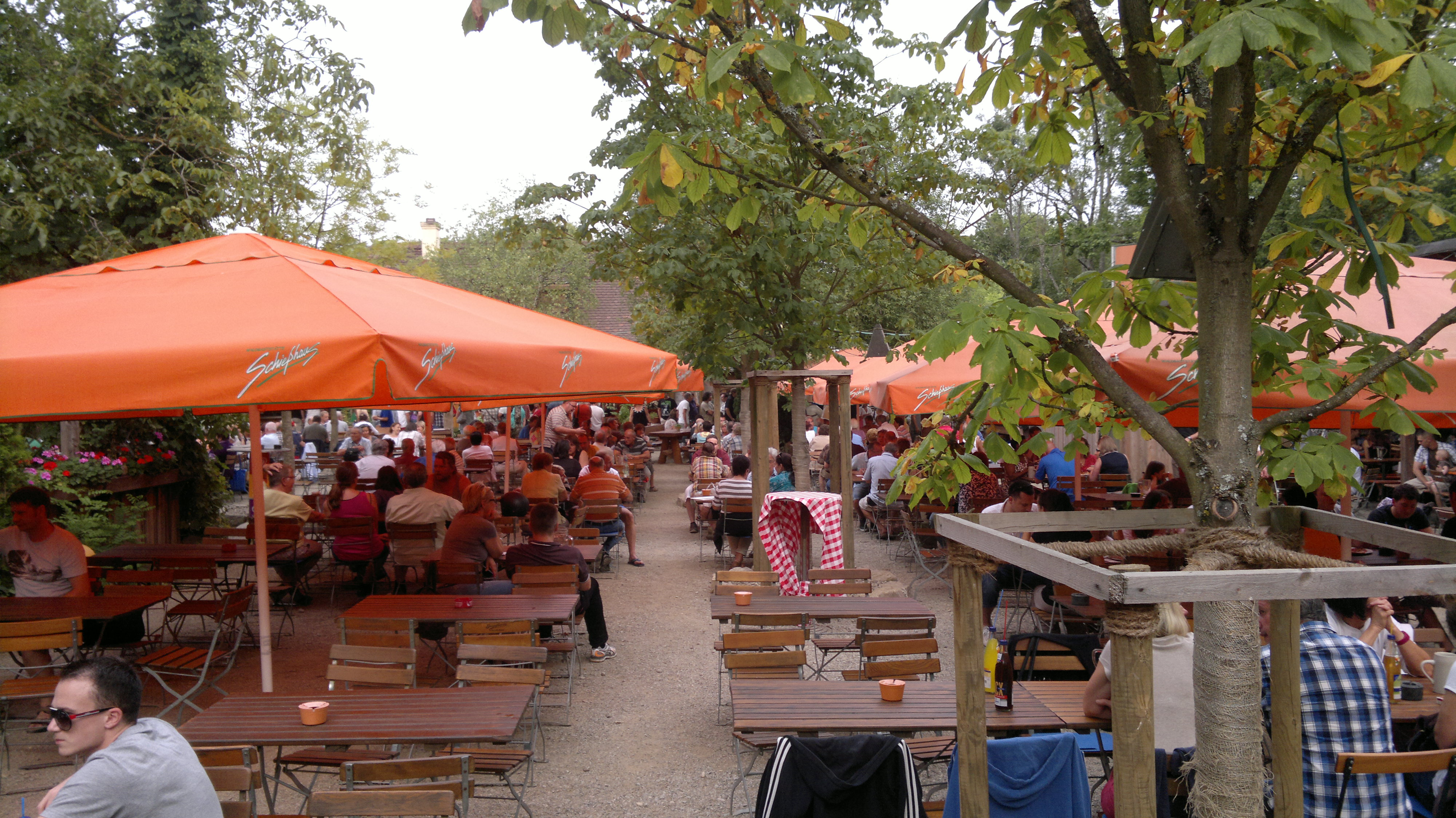
Schießhaus-Biergarten

Das Schießhaus im Haardtwald wurde zunächst als einfache Wärmestube für Jäger erbaut. Später wurde es zum Treffpunkt der Jägerschaft aus Stadt und Landkreis erweitert.
Daneben entstand eine Schießanlage der Wehrmacht; das Schießhaus wurde daraufhin Offizierskantine. Nach dem Krieg wurde es zum Gasthaus umgebaut. Die US-Heeresgarnison Schweinfurt nutzte nun das benachbarte 13 Hektar große Areal bis zu ihrer Auflösung 2014 als Schießanlage.
Siehe auch: Liste zur US-Konversion Schweinfurt

### Stadtteil
Auf dem Haardtberg befand sich eine historische Richtstätte der Reichsstadt Schweinfurt. Das Gebiet des heutigen Stadtteils auf dem Bergsporn und des nördlich anschließenden Haardtwaldes trug im 19. Jahrhundert die Flurbezeichnung Harthäuschen. Auf dem Bergsporn lagen Obstplantagen beiderseits einer Chaussee, die schnurgerade auf das Haardthäuschen führte, eine heute noch erhaltene Schutzhütte und ein historisches Wahrzeichen. Am Westabhang zum Marienbach lagen oberhalb der Straße nach Dittelbrunn Weinberge mit der Lagebezeichnung Gaukenleiten.
Auf den Parzellen der Weinberge entstand nach Aufgabe des Weinbaus ab Anfang des 20. Jahrhunderts allmählich die erste Bebauung auf dem Gebiet des heutigen Stadtteils. Es war eine ungeordnete, lockere Stadtrandbebauung, die sich oberhalb der Dittelbrunner Straße in einem 800 m langen Streifen bis an die Stadtgrenze hinzog. Hier befand sich auch die bis in die erste Zeit nach dem Zweiten Weltkrieg bestehende Ausflugsgaststätte Café Markfelder, in einem heute noch erhaltenen Haus.
Der neue Stadtteil Haardt entstand erst ab 1972, zeitgleich mit dem größeren Stadtteil Deutschhof. Die historische Chaussee blieb dabei in der Linienführung nicht erhalten, sondern der Bergsporn wurde durch eine Ringstraße erschlossen, dem Matthias-Grünewald-Ring, auf dem seitdem der Stadtbus verkehrt. Die Seitenstraßen wurden ebenfalls nach Namen von Malern benannt. Im Entwurf des Stadtplanungsamtes von 1963 waren eine Schule und zwei Kirchen vorgesehen, was nicht realisiert wurde.

### Heeresstraße

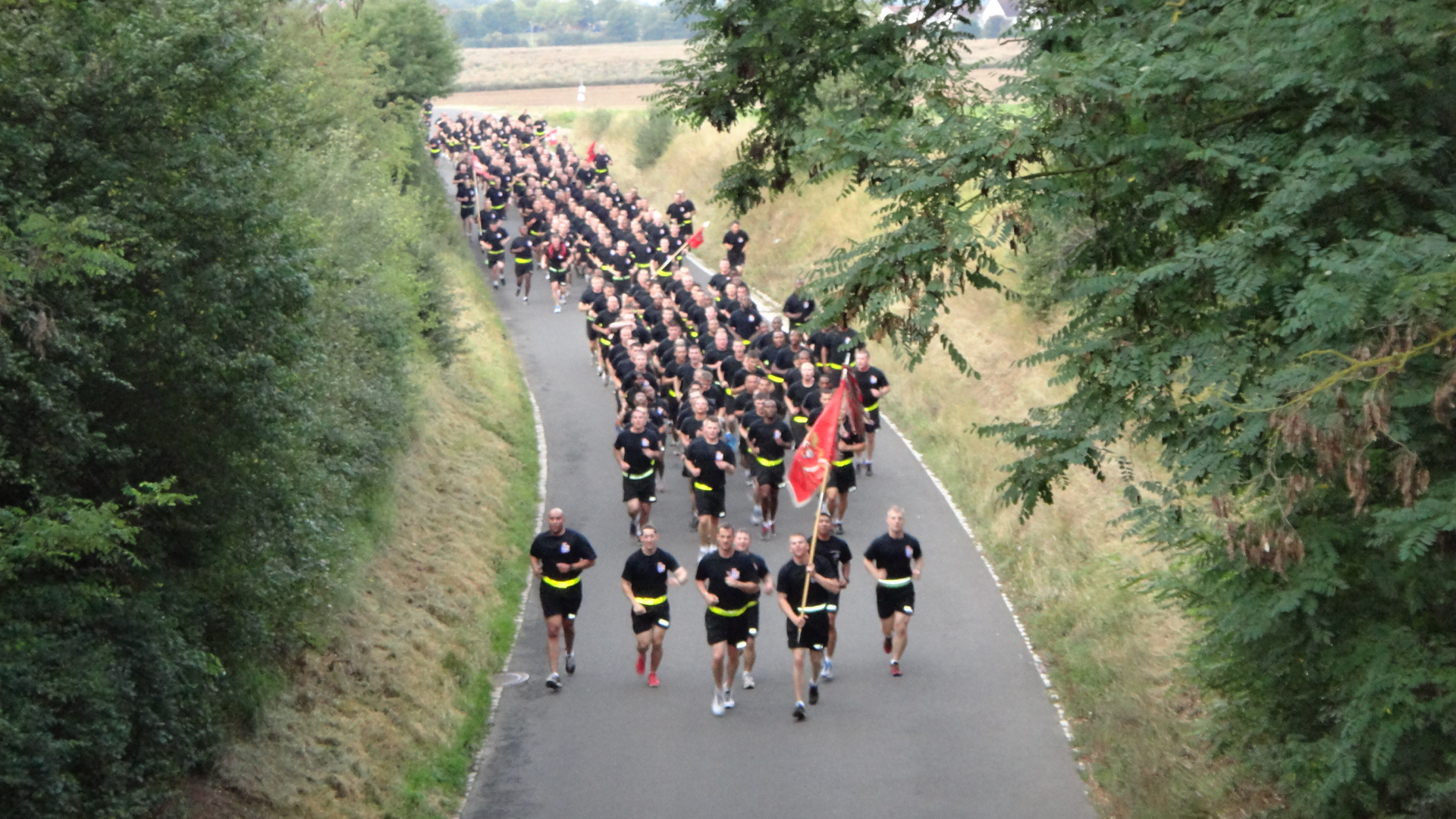
9th Engineer Battalion 2012 auf der Heeresstraße, an der Brücke der B 286

Die rund 10 km lange Militärstraße ist für den allgemeinen Verkehr (außer Land- und Forstwirtschaft) gesperrt. Sie verbindet die einstigen Ledward Barracks mit dem ehemaligen Standortübungsplatz am Brönnhof und durchquert dabei den Haardtwald an der ehemaligen Victory-Schießanlage.
Am 29. Februar 2016 erwarb die Stadt von der Bundesanstalt für Immobilienaufgaben (BImA) Konversionsflächen von insgesamt 48 ha. Die im Stadtgebiet liegenden Bereiche der Heeresstraße wurden dabei der Stadt Schweinfurt von der BImA mitübertragen. Die Heeresstraße blieb, mit Ausnahme der Zufahrt von Dittelbrunn zur Waldgaststätte Schießhaus, weiterhin für den öffentlichen Verkehr gesperrt. Die Straße konnte vor der Auflösung der US-Garnison nur deshalb genutzt werden, da für militärische Zwecke andere Sicherheitsvorschriften gelten.
Da Schweinfurt über keine nordwestliche Tangente verfügt, besaß die Heeresstraße seit je her in der öffentlichen Wahrnehmung einen hohen Stellenwert, weshalb ihre schnelle Öffnung für den allgemeinen Verkehr, als Entlastung zur Kernstadt, im Zuge der US-Konversion zu einem Hauptanliegen der Bevölkerung wurde. Hierfür müsste die Straße verbreitert und eine Anschlussstelle an die Bundesstraße 286 geschaffen werden, die die Heeresstraße überquert. Jedoch verläuft die Heeresstraße auf einer allein für militärische Zwecke geführten Trasse, die die freie Landschaft willkürlich durchschneidet, ohne Bezug zu den Siedlungsstrukturen. Deshalb wurde im Verkehrsentwicklungsplan 2030 für die Stadt Schweinfurt in drei (von insgesamt vier) Varianten vorgeschlagen, die Heeresstraße als anbaufreie Landstraße auszubauen.

## Sozialstruktur
| Status 31. Dez. 2022                               | Haardt Statistischer Bezirk 34 | Gesamtgebiet Schweinfurt |
| -------------------------------------------------- | ------------------------------ | ------------------------ |
| Deutsche                                           | 86,0 %                         | 77,4 %                   |
| Ausländer                                          | 14,0 %                         | 22,6 %                   |
| Anteil Doppelstaatler an der deutschen Bevölkerung | 15,8 %                         | 17,1 %                   |

Die Haardt ist, wie das benachbarte Dittelbrunn, seit den 1970er Jahren ein bevorzugtes Wohngebiet des Schweinfurter Bürgertums, was sich an der Haardt auch an der Altersstruktur erkennen lässt. Die sozialen Strukturen widerspiegeln sich auch an einem vergleichsweise niedrigen Anteil von Migranten und an Wahlergebnisse. Bei der Bundestagswahl 2017 erreichte die FDP mit 14,1 % hier das beste Ergebnis aller Stadtteile.
In den 1990er Jahren wurde eine Wohnanlage mit mehreren, großen Häusern für US-amerikanische Familien erbaut, die seit der Auflösung der US-Garnison der Allgemeinheit als neuer Wohnraum zur Verfügung steht.

## Beschreibung des Stadtteils
Die Haardt ist als Tempo-30-Zone ausgewiesen. Die Wohnbebauung besitzt gehobenen Standard, mit Punkt- und Apartmenthäusern. Um sie gruppieren sich an den Hängen, in selber Weise wie am Deutschhof, Einfamilienhäusern und Villen, mit weitem Ausblick. Lediglich im südlichen Bereich errichtete 1972 die damalige Wiederaufbau-GmbH (WAG) als gemeinnützige Gesellschaft eine Wohnanlage mit drei Punkthäusern einfacheren Standards, mit Asbestzement-Fassadenverkleidung. Ein Teil der Wohnanlagen wurde altengerecht geschaffen. Die bauliche Entwicklung des Stadtteils ist seit den 1990er Jahren abgeschlossen.

## Infrastruktur

### Versorgung
Die Haardt ist, als Schweinfurter Ausnahme, ein Stadtteil, der keine eigenen Versorgungs- und Sozialeinrichtungen besitzt. Jedoch befindet sich am südlichen Rand, unmittelbar außerhalb der Haardt, ein Discountmarkt mit Bäckereifiliale und Postagentur (am Parkplatz des Freizeitbades Silvana) und ein kleines Geschäftszentrum mit zwei Banken (an der Eselshöhe). Zudem gibt es in der Umgebung Schulen, sehr viele Freizeiteinrichtungen (siehe: Freizeit) und im nahen Dittelbrunn eine moderne Mehrzweck- und Veranstaltungshalle.

### Verkehr
Stadtbus
- Die Haardt ist an das Stadtbusnetz der Stadtwerke Schweinfurt durch die Linie 160 angeschlossen.[16]

Straßen
- Die Kreisstraße SW 8 tangiert die Haardt im Westen. Sie führt nach Rannungen und Richtung Bad Kissingen.
- Die Kreisstraße SW 30 tangiert den Stadtteil im Osten. Sie führt in die Marktgemeinde Maßbach
- Heeresstraße (siehe: Heeresstraße)

## Freizeit
Die Haardt wird von Wäldern umgeben, die von Tälern durchschnitten werden. Die Wälder ziehen sich nordwärts bis zum Landkreis Bad Kissingen. Tal und Umgebung des Zellergrundbaches haben bereits Mittelgebirgscharakter. Am oberen Rand des Stadtteils eröffnet sich ein weiter Ausblick über Stadt und Mainfränkische Platten, bis zum Steigerwald. Nahe der Haardt, oberhalb des Zeller Grunds, liegen Häuser der Stadtranderholung. Die Haardt liegt an der Zufahrt zum Bäderland Bayerische Rhön (Karte siehe: Schweinfurt, Stadtgebiet).

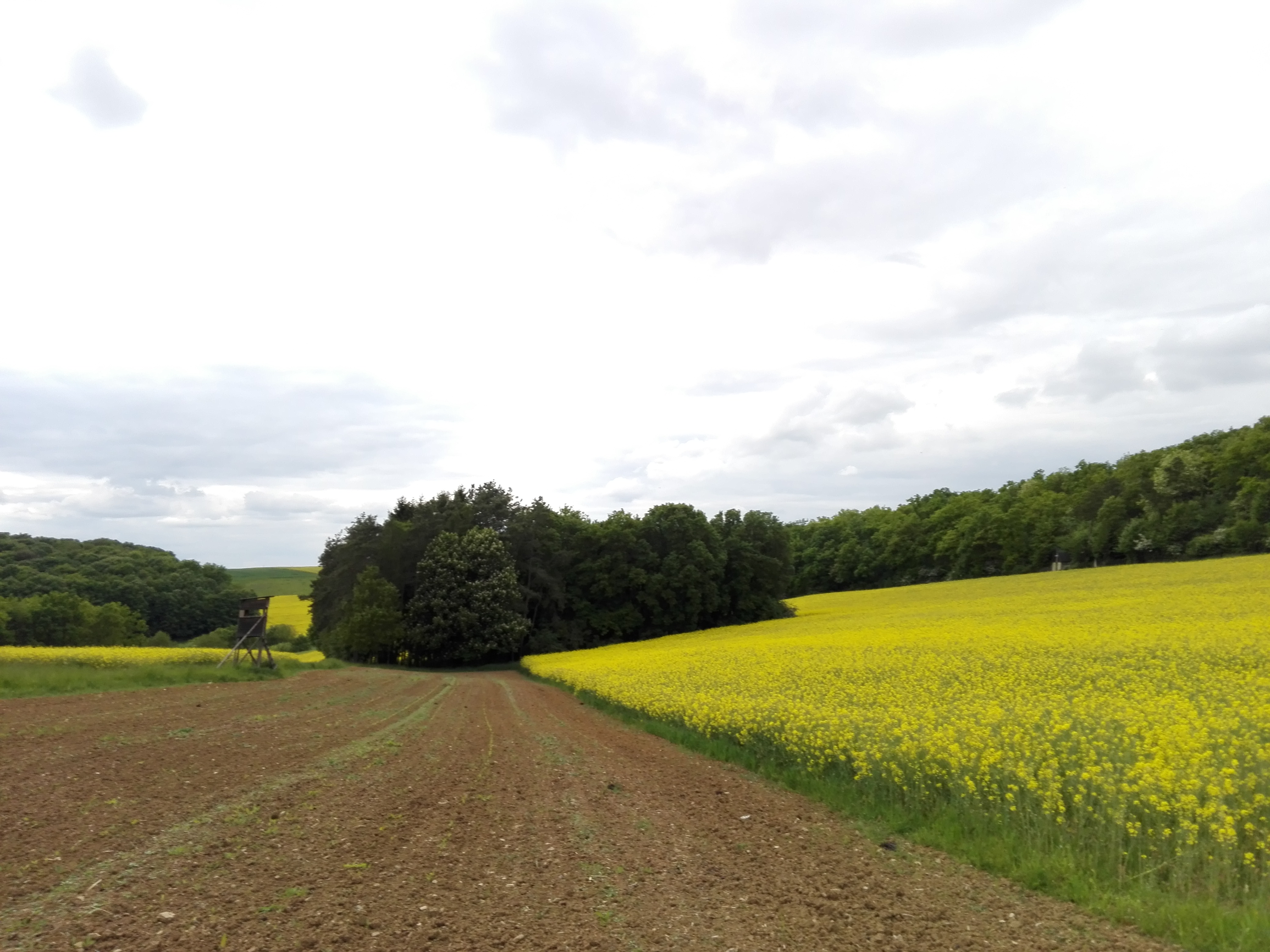
Zwischen Haardtwald und Brönnhof

- Wildpark an den Eichen (unweit der Haardt, im Stadtteil Hochfeld/Steinberg)
- Silvana Sport- und Freizeitbad (dto.)
- Rodelbahn (dto.)
- Sportanlagen und Sporthallen der TG 1848 Schweinfurt (dto.)
- Tennisanlagen der TG 1848
- Biergärten, über Wanderwege erreichbar:
  - Schießhaus, im Haardtwald
  - Almrausch, am Rande des Haardtwaldes, oberhalb Dittelbrunns
- Wanderwege durch den Haardtwald in der Schweinfurter Rhön, bis zu Bayerns größtem Nationalen Naturerbe, dem Brönnhof und weiter bis nach Maßbach im Landkreis Bad Kissingen.